# Caryanda beybienkoi
Caryanda beybienkoi är en insektsart som beskrevs av Sergey Storozhenko 2005. Caryanda beybienkoi ingår i släktet Caryanda och familjen gräshoppor. Inga underarter finns listade i Catalogue of Life.